# Étangs de Saclay

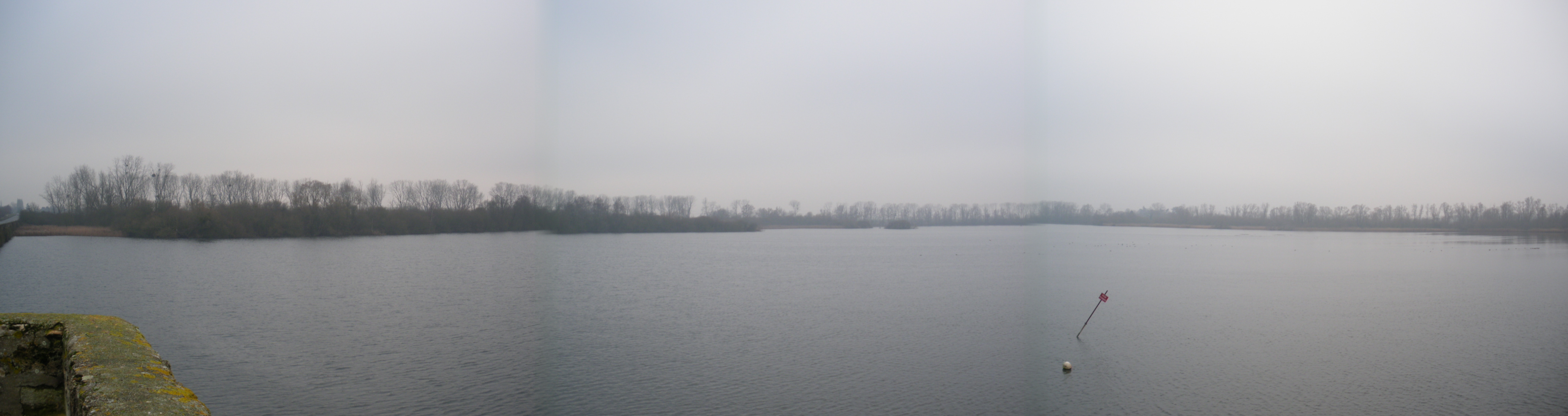
Un étang de Saclay

Les étangs de Saclay, également appelés étangs inférieurs sont deux étangs, l'étang Neuf (également appelé « étang de Saclay ») et l'étang Vieux, situés sur le plateau de Saclay, aménagés au XVIIe siècle pour approvisionner en eau les parties basses du parc de Versailles.
L'étang Vieux a un statut particulier de réserve ornithologique par une convention signée entre le ministère de l’Environnement et celui de la Défense le 21 août 1980. L'étang Neuf alimente en eau la direction générale de l'Armement Essais propulseurs (anciennement Centre d'essais des propulseurs). C'est sur la digue de séparation primitive des deux étangs que passe la RD 446.
L'apport en eau des étangs a deux sources : les eaux de ruissellement via les rigoles du plateau de Saclay et l'aqueduc des mineurs, et l'eau rejetée par le Commissariat à l'énergie atomique et aux énergies alternatives (CEA). Leur eau se déverse dans la Bièvre et on note un projet de rétablissement de leur liaison avec le système hydraulique du parc du château de Versailles .
Depuis les années 1940, et surtout depuis la mise en réserve naturelle de l'étang Vieux, la faune, en particulier les oiseaux, et la flore des étangs sont l'objet d'observations régulières. Plus de 250 espèces d'oiseaux, dont 80 très rares ou occasionnelles, et quelque 300 espèces de plantes ont été répertoriées.